# Santa Isabel, Goiás
Santa Isabel este un oraș în Goiás (GO), Brazilia.